# Albalá
Albalá ist ein Ort und eine Gemeinde  (municipio) mit 657 Einwohnern (Stand: 2024) in der Provinz Cáceres in der Autonomen Gemeinschaft Extremadura.

## Lage und Klima
Albalá liegt in einer Höhe von ca. 500 m. Das Stadtzentrum von Cáceres befindet sich ca. 27 Kilometer nordnordwestlich.

## Bevölkerungsentwicklung
| Jahr      | 1970 | 1981 | 1991 | 2001 | 2011 | 2021 |
| Einwohner | 2063 | 1170 | 968  | 791  | 766  | 682  |

## Sehenswürdigkeiten
- Magdalenenkirche (Iglesia de Santa María Magdalena)
- Joachimskapelle

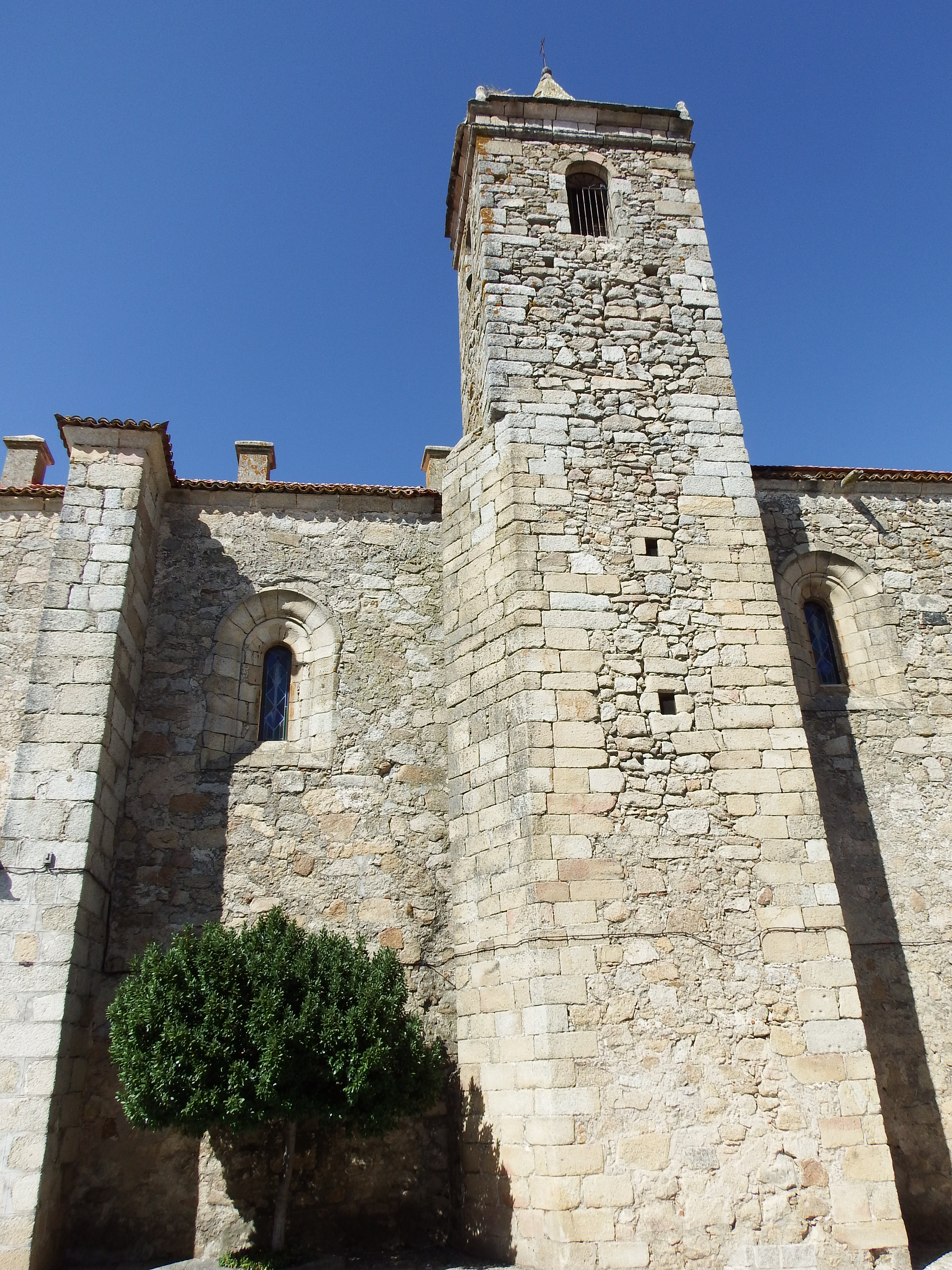
Magdalenenkirche
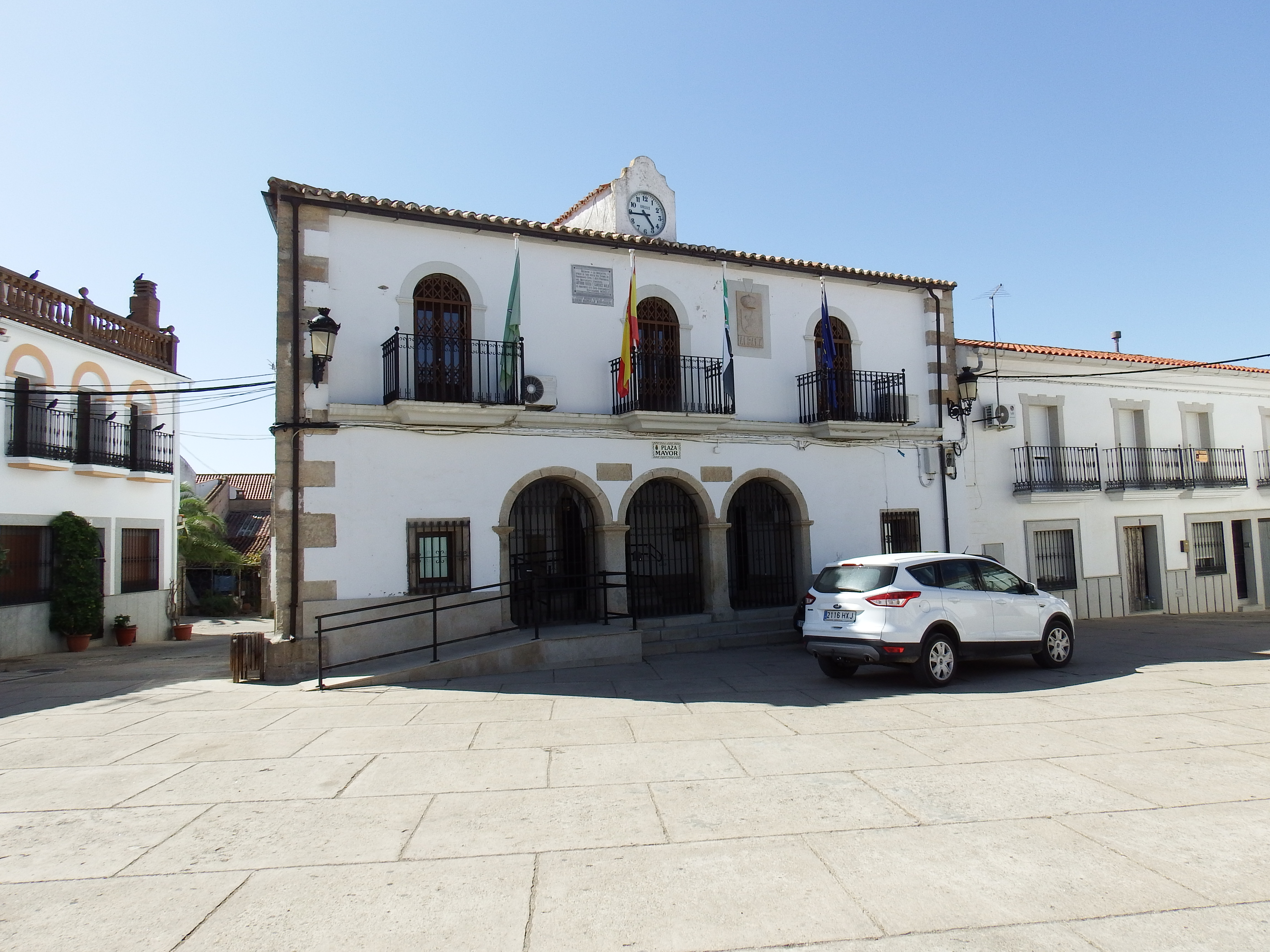
Rathaus

## Trivia
Albalà bewarb sich 2010 als zentrales Zwischenlager für nukleare Abfälle. Den Zuschlag bekam jedoch Villar de Cañas.